# Ingatestone and Fryerning
Ingatestone and Fryerning is een civil parish in het bestuurlijke gebied Brentwood, in het Engelse graafschap Essex. In 2001 telde het dorp 4508 inwoners.